# Elita zabójców (film 1975)
Elita zabójców (ang. The Killer Elite) – amerykański film sensacyjny z 1975 roku w reżyserii Sama Peckinpaha. Ekranizacja powieści Roberta Rostanda Monkey in the Middle.

## Fabuła
Mike Locken, agent CIA, zostaje postrzelony przez swojego partnera George’a Hansena. Kończy służbę w wywiadzie, jednak później zostaje wynajęty do ochrony azjatyckiego polityka. Tymczasem tego ostatniego usiłuje zabić właśnie Hansen.

## Obsada
- James Caan – Mike Locken
- Robert Duvall – George Hansen
- Arthur Hill – Cap Collis
- Bo Hopkins – Jerome Miller
- Mako – Yuen Chung
- Burt Young – Mac
- Gig Young – Lawrence Weyburn
- Tom Clancy – O’Leary
- Tiana Alexandra (wymieniona w czołówce jako Tiana) – Tommie
- Walter Kelley – Walter
- Kate Heflin – Amy
- Sondra Blake – Josephine
- Carole Mallory – Rita
- James Wing Woo – Tao Yi
- George Cheung – Bruce
- Hank Hamilton – Hank
- Victor Sen Yung – Wei Chi
- Tak Kubota – Negato Toku
- Rick Alemany – Ben
- Johnnie Burrell – Donnie
- Billy J. Scott – Eddie
- Simon Tam – Jimmy Fung
- Arnold Fortgang – Doktor
- Tommy Bush – Sam, mechanik
- Matthew Peckinpah – Mat
- Eddy Donno – Fałszywy oficer

## Opinie o filmie
- The Best of Video. Poradnik: kino, tv, sat, video, pod red. Witolda Nowakowskiego[1]

„Jako jeden z pierwszych twórców zachodnich, reżyser prezentuje poprawny, realistyczny obraz działalności ninja”.
- „Kultura” (dodatek do „Dziennika Polska-Europa-Świat”)[2]

„Elita zabójców to niedoceniony film mistrza westernu Sama Peckinpaha”.